# Convolvulus auricomus
Convolvulus auricomus är en vindeväxtart som först beskrevs av A. Rich, och fick sitt nu gällande namn av Bhandari. Convolvulus auricomus ingår i släktet vindor, och familjen vindeväxter.

## Underarter
Arten delas in i följande underarter:
- C. a. ferruginosus
- C. a. volubilis